# Roßbach (Neuwied)
Roßbach é um município da Alemanha localizado no distrito de Neuwied, estado da Renânia-Palatinado.
Pertence ao Verbandsgemeinde de Waldbreitbach.